# 中央国際高等学校
中央国際高等学校（ちゅうおうこくさいこうとうがっこう）は、千葉県夷隅郡御宿町に位置する私立高等学校であり、通信制高校を運営する中央高等学院の指定校でもある。

## 概要
統合で廃校になった旧千葉県立御宿高等学校の跡地に、2013年10月開校。
通信制、単位制で日本全国から生徒を募り、中央高等学院（株式会社DNK）の集中スクーリングに校舎を活用。
御宿地域は少子高齢化で高校の統合が進み町が学校跡地活用を探っていたところ、東京都で通信制高校サポート校を運営する中央高等学院が御宿町との交渉を得て、運営母体となる学校法人中央国際学園を設立し校舎の一部を修復するなどし中央高等学院の集中スクーリング等に校舎を使用できるようにした。

## 沿革
- 2013年（平成25年）10月 - 旧御宿高等学校跡地に中央国際高等学校開校。
- 2014年（平成26年）1月 - 中央国際高等学校制服を制定。制服プロデュースはCECIL McBEE が行い制作・販売を三越伊勢丹が行った。
- 2014年（平成26年）3月 - 校歌制定。作詞は『キャプテン翼』の作者高橋陽一、作曲は木根尚登、編曲は嶋田陽一が行った。

## コース・指定サポート校
- 中央国際高等学校（本校）
  - メディア学習コース
  - 学習センターコース

サポート校
- 中央高等学院
  - 通信制高校サポートコース
  - 自宅de学習コース
  - 大学入試コース
    - 私立文系コース
    - 私立理系コース
    - 国公立文系コース
    - 国公立理系コース
    - 国公立・私立医歯薬系コース

  - ライフサポートコース
  - 社会人コース
  - 介護福祉就職コース
- 中央アートアカデミー高等部（中央高等学院 渋谷原宿校）
  - ネイル&ビューティーコース
  - マンガイラストコース
  - 国際コミュニケーションコース
  - biomサッカーコース
  - biomなでしこサッカーコース
  - ゲーム&アプリコース
- 井手塾中央高等学院
  - チャレンジコース（月2）
  - サポートコース（週2）
  - スタンダードコース（週3）
  - 特進コース（週5）
- 信州中央高等学院
- ゆがわら中央高等学院
- くまもと中央高等学院
- ぎふ中央高等学院
  - Advanced コース
  - On your side コース
- eスポーツ高等学院

## 教育課程
- 年間で取得する単位は通常25単位前後。卒業に必要な単位は74単位。
- 転入・編入生は前籍校での単位を引継ぎ可能。
- 入学式・卒業式・修学旅行など特別活動への参加が3年間で30時間必要。

## 校舎・施設
本校
- 御宿本校

旧御宿高等学校の校舎の一部を修復する形で建設されている。一足制が採用されているが調理室は土足厳禁。

学習センター
- 吉祥寺学習センター 学校法人古屋学園二葉栄養専門学校
- 吉祥寺学習センター 学校法人古屋学園二葉ファッションアカデミー
- 池袋学習センター 学校法人サンシャイン学園東京福祉保育専門学校
- 渋谷原宿学習センター 学校法人食糧学院東京栄養食糧専門学校
- 学校法人田中育英会東京工学院専門学校

中央高等学院（指定サポート校）
- 中央高等学院 吉祥寺本校
- 中央高等学院 池袋校
- 中央高等学院 渋谷原宿校（中央アートアカデミー高等部）
- 中央高等学院 横浜校
- 中央高等学院 千葉校
- 中央高等学院 さいたま校
- 中央高等学院 名古屋本校

井手塾中央高等学院（指定サポート校）
- 井手塾中央高等学院 新潟学習センター

信州中央高等学院（指定サポート校）
- 信州中央高等学院 長野学習センター
- 信州中央高等学院 諏訪学習センター

ゆがわら中央高等学院（指定サポート校）
- ゆがわら中央高等学院・パソコンくらぶ おぐぱそ

くまもと中央高等学院（指定サポート校）
- くまもと中央高等学院 熊本学習センター

ぎふ中央高等学院（指定サポート校）
- ぎふ中央高等学院

eスポーツ高等学院（指定サポート校）
- eスポーツ高等学院

## 教育理念
- 体験型集中スクーリング等による多様な体験機会の提供
- 本物を感じた内面的な成長
- ひとりの人間として向き合い安心できる居場所を提供する
- きめ細やかな添削指導と学習センターコーススクーリングによる学習支援
- 御宿町を中心とした地域活動に触れ地域で生きるということを学ぶ
- 人生の門戸を広くする高校卒業資格の取得に向けた徹底的なサポート
- サポート校との連携による多様な進路指導

## 校則
- 授業中は携帯電話、スマートフォン等は回収される（休み時間や昼休みは使用可能）。
- SNS等に学校の様子や友達を投稿してはならない（発覚した場合は退学処分や停学処分の対象となる）。
- ライター・マッチの持ち込み禁止。
- 飲酒・喫煙の禁止（飲酒・喫煙をしていなくてもその場に参加していた事が発覚した場合も処分の対象となる）
- 教室内、学校行事（許可なく）等の撮影・録音は禁止。
- 自動車、バイクでの通学原則禁止。
- アルバイト等については特別な決まりは定めてはいないが、アルバイトの都合で登校できないというのは理由にならず、学業に影響のない程度でアルバイトは認められている。

これらの校則はあるが、基本的には自主性を重んじ、細かい校則は定めておらず、髪型・髪色やメイク等は自由。上記校則や社会的ルールに反した行為や周りの人に迷惑をかける行為があった場合は教員による指導がある。